# Isoroy
Isoroy a été durant très longtemps le plus important producteur français de panneaux à base de bois avant de décliner à partir du début du XXIe siècle.

## Historique

### Origines et fusion
Le développement industriel d'Isoroy débute à la fin du XIXe siècle. Implantée dans le Calvados, la société Leroy se consacre à la fabrication de boîtes de fromages et de cageots de fruits. À partir de 1892, les fines lamelles des boîtes de fromages permettent à Leroy de se diversifier dans l'aviation, plus précisément dans l'élaboration de biplans qui exige un travail du bois par strates léger et solide.
Parallèlement, un fabricant de tamis, qui deviendra plus tard la société Isorel, consomme quotidiennement du tanin (poudre obtenue par l'immersion de troncs de châtaignier puis par dessiccation) pour imperméabiliser le cuir. Il rencontre un problème récurrent : que faire du bois qui semble devenu impropre à l'utilisation ? Une utilisation est pourtant trouvée : lorsque le bois a été défibré, la matière restante demeure liée par la lignine du bois. Compressée, elle devient le premier panneau à base de bois commercialisé : l'Isorel.
Les savoir-faire des sociétés Isorel et Leroy associés à celui de l’entreprise familiale Baradel, spécialiste de la fabrication de panneaux de particules bruts et mélaminés, permet au groupe Isoroy, en 1982, de devenir innovant et performant dans l’industrie des panneaux à base de bois. Il s'agit alors de fusionner trois entreprises en difficulté dans le cadre de la redistribution industrielle impulsée par le président François Mitterrand.

### Restructuration et relance
Malgré la fusion, le groupe ne parvient pas à retrouver l'équilibre et dépose le bilan en 1986, quelques jours après les législatives, ayant perdu 560 millions de francs en trois ans et ses frais financiers dévorant 7 % d'un chiffre d'affaires stagnant.
Devant le tribunal de commerce, François Pinault l'emporte pour un franc symbolique devant le groupe Séribo en promettant de ne pas démanteler le groupe et en obtenant le soutien du nouveau gouvernement qui lui accorde une aide exceptionnelle de 250 millions de francs. Pinault Bois doublant ainsi de volume, l'entrepreneur breton fait d'Isoroy le numéro un français du panneau (2 700 personnes pour 2,2 milliards de francs de chiffre d'affaires en 1991) et rend l'entreprise légèrement bénéficiaire au prix d'un milliard de francs d'investissement et plus d'un millier de suppressions d'emplois. Mais la crise qui touche le secteur du bâtiment et de l'ameublement fragilise les marges d'Isoroy.
Pinault Bois reste propriétaire jusqu'en 1992 et construit alors la dernière usine neuve du groupe à Ussel d'une part dans une logique industrielle liée à la présence importante de la matière première et d'autre part en raison des liens qui unissent François Pinault et le député local Jacques Chirac.
Isoroy est racheté en 1992 par le spécialiste allemand des panneaux à base de bois : le Groupe Glunz, période durant laquelle l'entreprise a Bertrand Meheut à sa tête de décembre 1995 à mars 1996. Le groupe connaît une croissance externe avec le rachat en 1994 de Torsyl (Usine actuelle du Creusot) au groupe italien Gemina Batiglia puis de Rol-tech au groupe Saint-Gobain en 1995.
En 1998, Isoroy devient la filiale française du groupe portugais Sonae Indústria, lorsque celui-ci acquiert l’entreprise allemande Glunz.
En 2000, en raison de la spécificité du panneau contreplaqué, la société Plysorol est créée pour regrouper cette activité. Plysorol est ensuite devenue une filiale de Sonae Capital avant d'être rachetée en 2009 par les Sociétés Shandong Longsheng Import & Export Corp. et Honest Timber Gabon puis de connaître de nouveau des soucis financiers en 2010 avec une mise en redressement judiciaire. Les implantations actuelles de Plysorol sont en France : Lisieux, Fontenay-le-Comte et Épernay.

### Fermetures et cessions
Début février 2009, Isoroy prend la décision de fermer les sites de Chamouilley (Saint-Dizier) et Châtellerault avant la fin du mois de juin. Ces sites produisent respectivement du MDF pour Chamouilley et de l'OSB pour Châtellerault. En ce qui concerne le site de Chamouilley, la raison de la fermeture est la surcapacité de production européenne et la nécessité d'une mise aux normes environnementales coûteuse. La fin du site de Châtellerault était une issue redoutée depuis l'installation du site concurrent Kronofrance de Sully-sur-Loire dont la capacité est supérieure à la consommation française. Le site de Châtellerault  possède aussi le désavantage de se trouver éloigné de ses principales sources d'approvisionnement en bois (Limousin, Centre, Landes et Bretagne).
Dans les deux cas, il s'agissait de sites industriels en pleine ville et ne pouvaient en aucun cas se développer. Avec la fermeture de ces deux sites, Isoroy ne possède plus que des presses en continu et arrête ces deux dernières presses à étages dont la technologie est plus ancienne.
Durant l'année 2010, l'usine de Honfleur est cédée puis l'usine de Lure est rachetée par Swedspan, filiale du groupe Ikea spécialisée dans la fabrication de panneaux. Les derniers changements ont lieu à partir de 2014 avec la vente des deux sites bourguignons d'Auxerre et du Creusot au concurrent autrichien Kronospan (en), puis celle du site corrézien d'Ussel à la société Panneaux de Corrèze.
Les anciens sites Isoroy en France ont été dans un passé proche : Isoroy Casteljaloux vendu au groupe Allemand Steico en mars 2008, Isoroy Transformation à Chamouilley devenu Renfortech cédé en 2007 puis repris par la société allemande Homatherm en 2011, La Tarnaise des Panneaux à Labruguière cédé en janvier 2003, ainsi qu'Isoroy Saint-Pierre-sur-Dives, Saborec Strasbourg, Rol-tech Rochefort (Charente-Maritime) trois sites désormais fermés... Isoroy ferma aussi la dernière usine ROL de Niort immédiatement après le rachat de l'activité contreplaqué de cette ancienne filiale du groupe Saint-Gobain, cette usine était issue du Groupe Rougier lors de la création de ROL (Rougier Ocean Landex).
Fin 2015, Isoroy ne possède plus de site industriel et seule l'usine Darbo de Linxe qui est gérée directement par le groupe Sonae Indústria via sa filiale Tafisa France reste encore active en France.

## Marché
Après la création de Plysorol et la séparation entre la production du panneau contreplaqué et les activités de process Isoroy est présent avec 3 catégories de produits : Panneaux de Particules, Panneaux MDF (Medium Density Fibreboard) et Panneaux OSB (Oriented Strand Board).
Le panneau de Particules ou de MDF peut être commercialisé mélaminé, découpé ou laqué.
Tous les sites Isoroy sont en mesure de produire des panneaux labellisés PEFC, et ils bénéficient de la certification ISO 9001.

## Marques
- Panneaux de particules
  - Novoplac
  - Novodal
  - Novophen
  - Panoflam

- Panneaux MDF
  - Medium, le mot est entré dans le vocabulaire courant des professionnels mais est bien une marque déposée par Isoroy
  - Topan Colour (teinté dans la masse)

- Panneaux de fibres (procédé à sec)
  - Agepan

- Panneaux Mélaminés (Particules et MDF)
  - Innovus

### Filmographie
- Vidéo d'archive, sur Ina.fr